# Восковиці-Гурні
Восковиці-Гурні (пол. Woskowice Górne, нім. Hennersdorf) — село в Польщі, у гміні Домашовиці Намисловського повіту Опольського воєводства.
Населення — 422 особи (2011).

## Демографія
Демографічна структура станом на 31 березня 2011 року:
|          | Загалом | Допрацездатний вік | Працездатний вік | Постпрацездатний вік |
| -------- | ------- | ------------------ | ---------------- | -------------------- |
| Чоловіки | 201     | 39                 | 144              | 18                   |
| Жінки    | 221     | 46                 | 131              | 44                   |
| Разом    | 422     | 85                 | 275              | 62                   |